# 可赎回债券
可赎回债券（callable bond）是一种特殊债券，它的发行人有权在特定的时间按照某个价格强制从债券持有人手中将其赎回，赎回权利是针对发行人而言的。它可视作债券与看涨期权（call option）的结合体。也称可买回债券。

## 特性
一般认为，可赎回债券对发行人更有利。因为，在市场利率跌至比可赎回债券的票面利率低得多的时候，债务人如果认为将债券赎回并且按照较低的利率重新发行债券，比按现有的债券票面利率继续支付利息要划算，就会将其赎回。
因为这种随时可能被收回，中止继续盈利的特性，一般只有在高昂的回报率面前，投资者才会接受这种对自己并不是很有利的债券。

## 生效日期
可赎回条款通常在债券发行几年之后才开始生效。赎回价格一开始可能高于债券面值，随着时间推移，逐渐与债券面值重合。但也可以一开始就与面值相等。
债券发行人有时会只赎回一部分发行在外的债券。在这种情况下，有两种方法决定哪些债券将被赎回。
一是计算机随机抽取债券的编号(lottery)，二是所有的债券的面值按一定比例被赎回。